# Epitonium yangi
Epitonium yangi is een slakkensoort uit de familie van de Epitoniidae. De wetenschappelijke naam van de soort is voor het eerst geldig gepubliceerd in 2010 door L.G. Brown.